# Recep Topal
Recep Topal (ur. 29 października 1992) – turecki zapaśnik walczący w stylu wolnym. Zajął piętnaste miejsce na mistrzostwach świata w 2018. Brązowy medalista mistrzostw Europy w 2018 i 2019, a także igrzysk solidarności islamskiej w 2021. Szesnasty w indywidualnym Pucharze Świata w 2020. Siódmy w Pucharze Świata w 2014. Trzeci na ME U-23 w 2015. Wicemistrz Europy kadetów w 2009 roku.